# 小行星5777
小行星5777（英語：5777 Hanaki）是一颗围绕太阳公转的小行星。1989年12月3日，水野義兼、古田俊正在可儿市发现了此天体。
这颗小行星的绝对星等为254.9296675547751等。